# Challenger de Qarshi 2016

El torneo Karshi Challenger 2016 es un torneo profesional de tenis. Pertenece al ATP Challenger Series 2016. Se disputará su 10.ª edición sobre superficie dura, en Qarshi, Uzbekistán entre el 2 al el 8 de mayo de 2016.

## Jugadores participantes del cuadro de individuales
| Favorito | País                  | Jugador              | Rank1 | Posición en el torneo |
| -------- | --------------------- | -------------------- | ----- | --------------------- |
| 1        | Bandera de Israel     | Dudi Sela            | 78    | FINAL                 |
| 2        | Bandera de Rusia      | Karen Jachanov       | 128   | Cuartos de final      |
| 3        | Bandera de Moldavia   | Radu Albot           | 151   | Semifinales           |
| 4        | Bandera de Kazajistán | Aleksandr Nedovyesov | 197   | Segunda ronda         |
| 5        | Bandera de Israel     | Amir Weintraub       | 198   | Primera ronda         |
| 6        | Bandera de Ucrania    | Denys Molchanov      | 224   | Primera ronda         |
| 7        | Bandera de Kazajistán | Dmitry Popko         | 230   | Cuartos de final      |
| 8        | Bandera de Rusia      | Aslan Karatsev       | 216   | Segunda ronda         |

- 1 Se ha tomado en cuenta el ranking del 25 de abril de 2016.

### Otros participantes
Los siguientes jugadores recibieron una invitación (wild card), por lo tanto ingresan directamente al cuadro principal (WC):
- Pavel Tsoy
- Sanjar Fayziev
- Temur Ismailov
- Shonigmatjon Shofayziyev

Los siguientes jugadores ingresan al cuadro principal tras disputar el cuadro clasificatorio (Q):
- Sergey Betov
- Denis Matsukevich
- Francesco Vilardo
- Richard Muzaev

## Campeones

### Individual Masculino
- Marko Tepavac derrotó en la final a  Dudi Sela, 2–6, 6–3, 7–6(4)

### Dobles Masculino
- Enrique López-Pérez /  Jeevan Nedunchezhiyan derrotaron en la final a  Aleksandre Metreveli /  Dmitry Popko, 6–1, 6–4